# Lalang (Sungai Apit)
Lalang is een bestuurslaag in het regentschap Siak van de provincie Riau, Indonesië. Lalang telt 1521 inwoners (volkstelling 2010).